# Tra i briganti
Tra i briganti è un'opera di Anton Grigor'evič Rubinštejn su libretto di Ernst Wichert, tratta dal romanzo Voyage en Espagne di Théophile Gautier.

## Storia della composizione
L'opera fu composta nel 1883 e rappresentata per la prima volta l'8 novembre di quell'anno al teatro Dammtor di Amburgo, sotto la direzione dello stesso Rubinštejn, assieme all'altra sua opera Sulamita.

## Trama
L'azione si svolge in Spagna, nei dintorni di Madrid, all'inizio del XIX secolo.
L'opera narra la storia di un gruppo di viaggiatori che cadono vittime di due bande rivali di ladri. Pedro Torez si lamenta con il principe Edgar, che sta viaggiando in incognito, sulle difficoltà della vita di brigante, dal momento che le autorità non sono più disposte a pagare per gli ostaggi. Il principe aiuta i ladri a rinunciare alla loro vita criminale e, nel far questo, risolve vari intrighi d'amore.